# Konrad von Thüringen
Konrad von Thüringen, auch als Konrad Raspe bekannt, (* um 1206; † 24. Juli 1240 in Rom) war ein Sohn von Hermann von Thüringen aus dem Hause der Ludowinger. Er war Landgraf von Thüringen und von 1239 bis 1240 Hochmeister des Deutschen Ritterordens.

## Graf von Gudensberg (Hessen)
Konrad war der jüngste von drei Söhnen des Landgrafen Hermann I. von Thüringen und der bayerischen Herzogstochter Sophia. Sein älterer Bruder Ludwig IV. war mit der später heiliggesprochenen Elisabeth von Ungarn verheiratet. Als Ludwig 1227 auf einem Kreuzzug im italienischen Otranto verstarb, übernahm zunächst der zweite Bruder Heinrich Raspe die Regentschaft für Ludwigs noch unmündigen Sohn Hermann II. Konrad wurde, wie im Hause der Ludowinger üblich, als jüngerer Bruder des Regenten Graf von Gudensberg, d. h. der hessischen Besitzungen der Ludowinger, und übte von 1231 bis 1234 die Herrschaft über diesen Teil der Landgrafschaft Thüringen aus, wobei er sich meist in Marburg aufhielt. Bis 1233 führte er verschiedene Feldzüge gegen Erzbischof Siegfried III. von Mainz. Gleichzeitig suchte er Mainz durch Bündnisse mit anderen hessischen Grafen einzuengen, indem er, wie es mit den Grafen von Battenberg bereits bestand, im Jahre 1233 mit den Grafen Berthold I. von Ziegenhain und Gottfried IV. von Ziegenhain-Nidda ein Schutz- und Trutzbündnis einging.

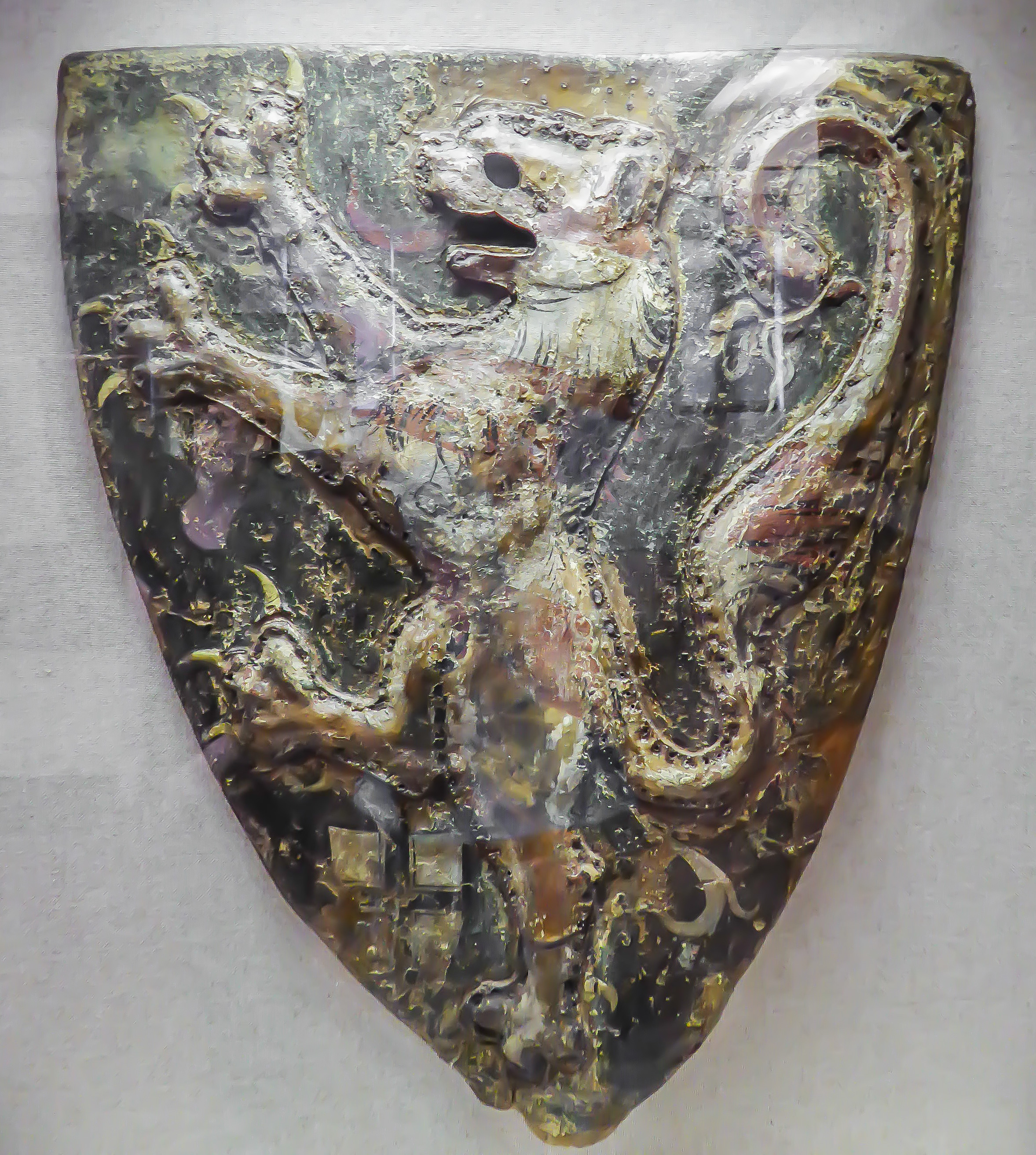
Schild Konrads; ausgestellt im Marburger Schloss

Als Konrads Schwägerin Elisabeth am 17. November 1231 starb, hinterließ sie das von ihr gegründete Hospital in Marburg dem Johanniterorden, der in Wiesenfeld (Burgwald) eine Kommende unterhielt. Dieser noch zu Lebzeiten abgelegten Verfügung widersprach Elisabeths Beichtvater Konrad von Marburg, da es sich dabei um landgräfliches Eigentum handelte und unterstellte das Hospital dem thüringischen Landgrafen. Damit sicherten sich Heinrich (als Landesherr) und Konrad (in seiner Eigenschaft als dessen Statthalter in Hessen) die Oberhoheit über das Spital zu Marburg, denn die gegen diese Maßnahme klagenden Johanniter wurden unterstützt von Erzbischof Siegfried III. Noch im selben Jahr baten die Landgrafen von Thüringen Papst Gregor IX. um eine Bestätigung ihrer Ansprüche. Die von Gregor IX. einberufene Schiedskommission erklärte am 2. August 1232 auf der Basis der Begründung Konrads von Marburg die Ansprüche der Johanniter für nichtig.
Am 15. September 1232 eroberte Konrad bei einem erneuten Feldzug gegen Kurmainz nach dreimonatiger Belagerung die mainzische Stadt Fritzlar, ließ sie vollständig zerstören und ein Großteil der Bevölkerung niedermetzeln. Die Stiftskirche St. Peter blieb zwar stehen, wurde jedoch ausgeplündert und in Brand gesteckt. Konrad wurde dafür mit dem päpstlichen Bann belegt, aus dem er erst nach einer Pilgerreise nach Rom im Sommer 1234 entlassen wurde. Während seines Aufenthalts in Rom erwirkte er von der Kurie, dass das Hospital und die Pfarrkirche von Marburg dem Deutschen Orden übertragen wurden, der 1233 ein Haus in der Stadt gegründet hatte. Gleichzeitig forcierte er die Bestrebungen, seine Schwägerin Elisabeth zu kanonisieren (u. a. durch weitere großzügige Schenkungen an den Deutschen Orden).
Nach seiner Rückkehr nach Hessen reiste er, wohl auf päpstliches Geheiß, nach Fritzlar, um dort am 29. Juni 1238 öffentliche Kirchenbuße zu leisten und mit eigenen und durch Ablässe erworbenen Geldern den Wiederaufbau der von ihm verwüsteten Stiftskirche und Stadt zu unterstützen. Zu diesem Zweck verzichtete er zu Gunsten des Fritzlarer Petersstifts auf seine Zehntrechte in Hessen. Ebenso betrieb er energisch den Bau der Elisabethkirche in Marburg.

## Ritter und Hochmeister des Deutschen Ordens

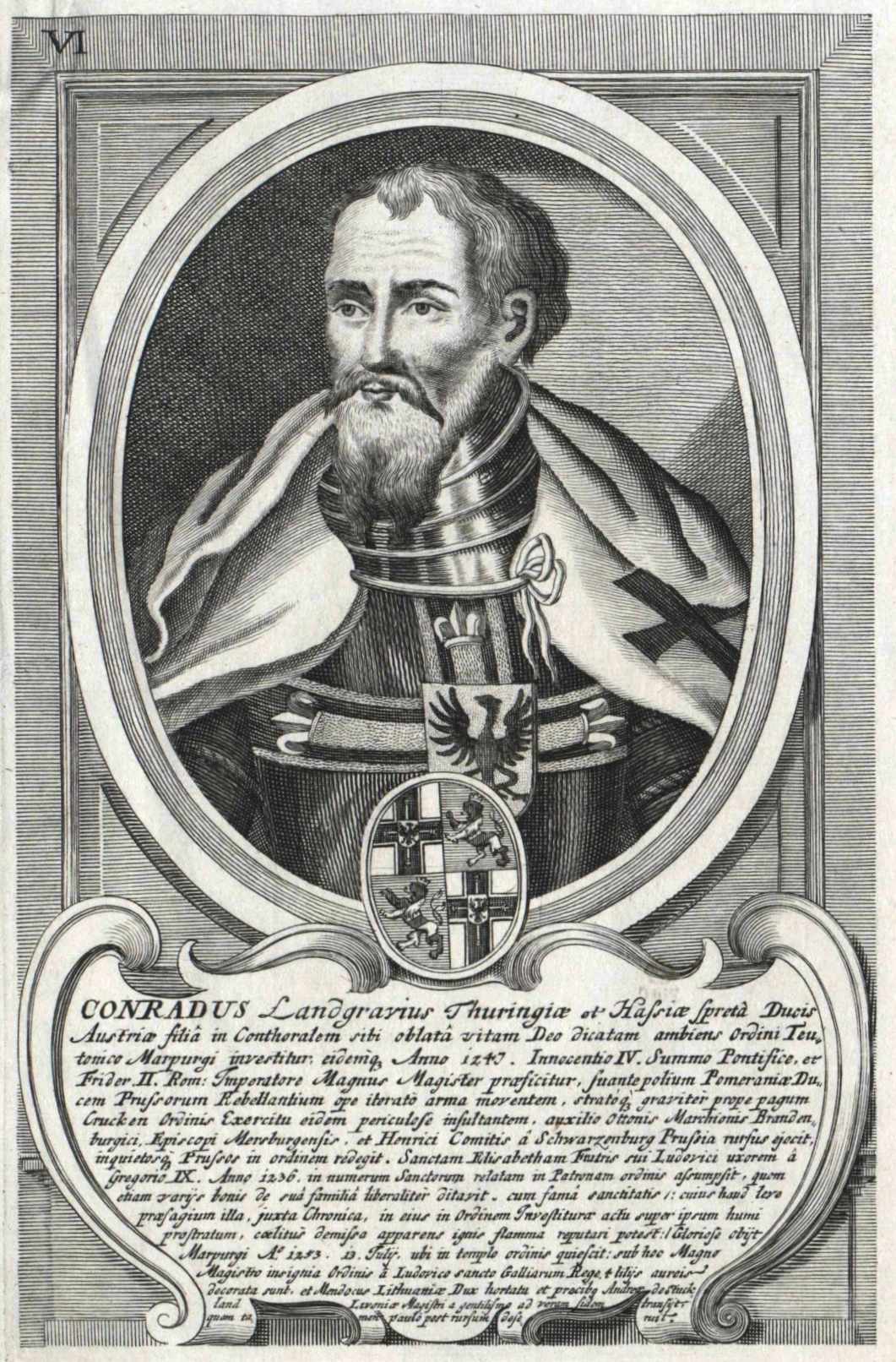

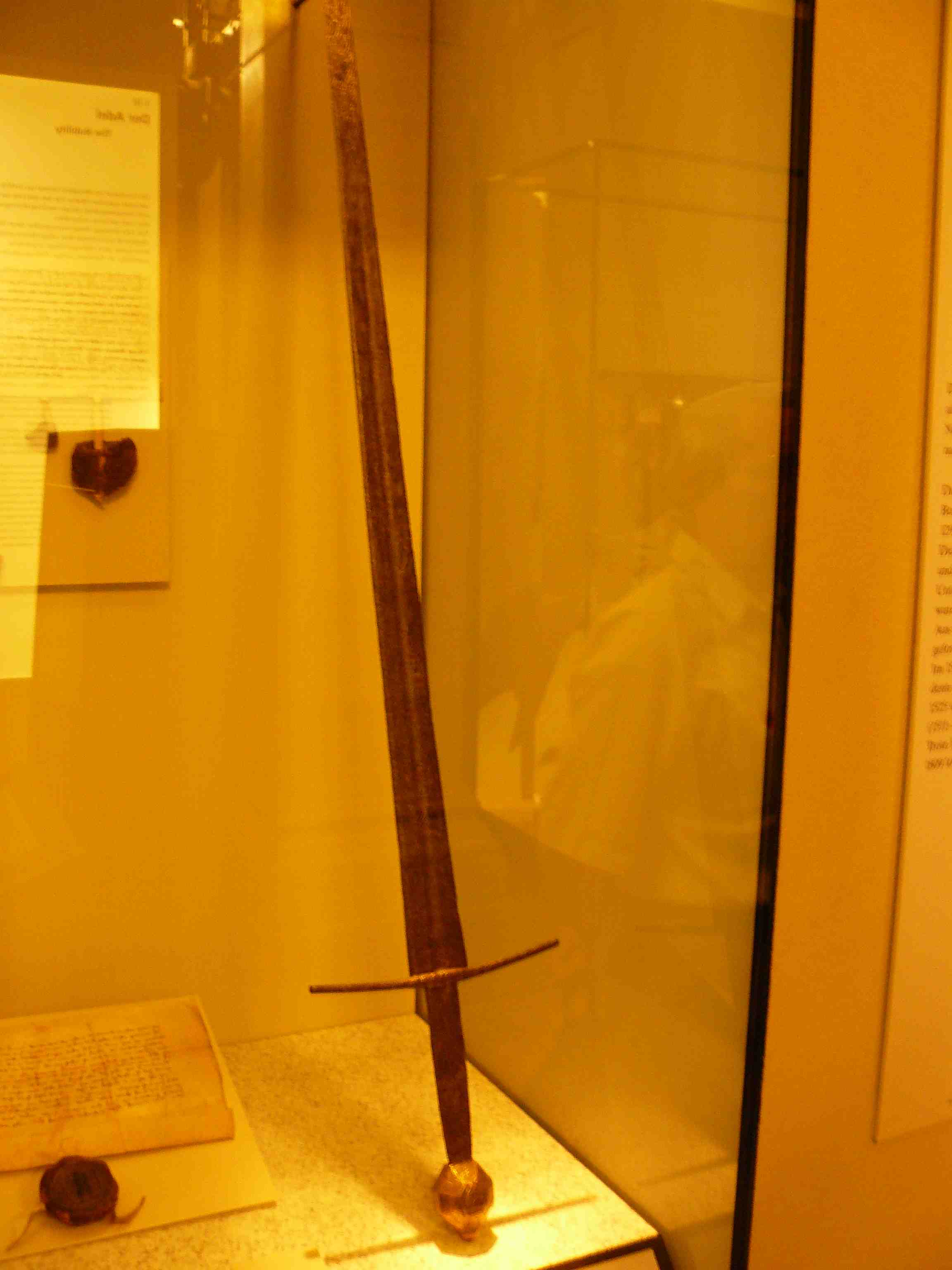
Schwert Konrads im Deutschen Historischen Museum, Berlin

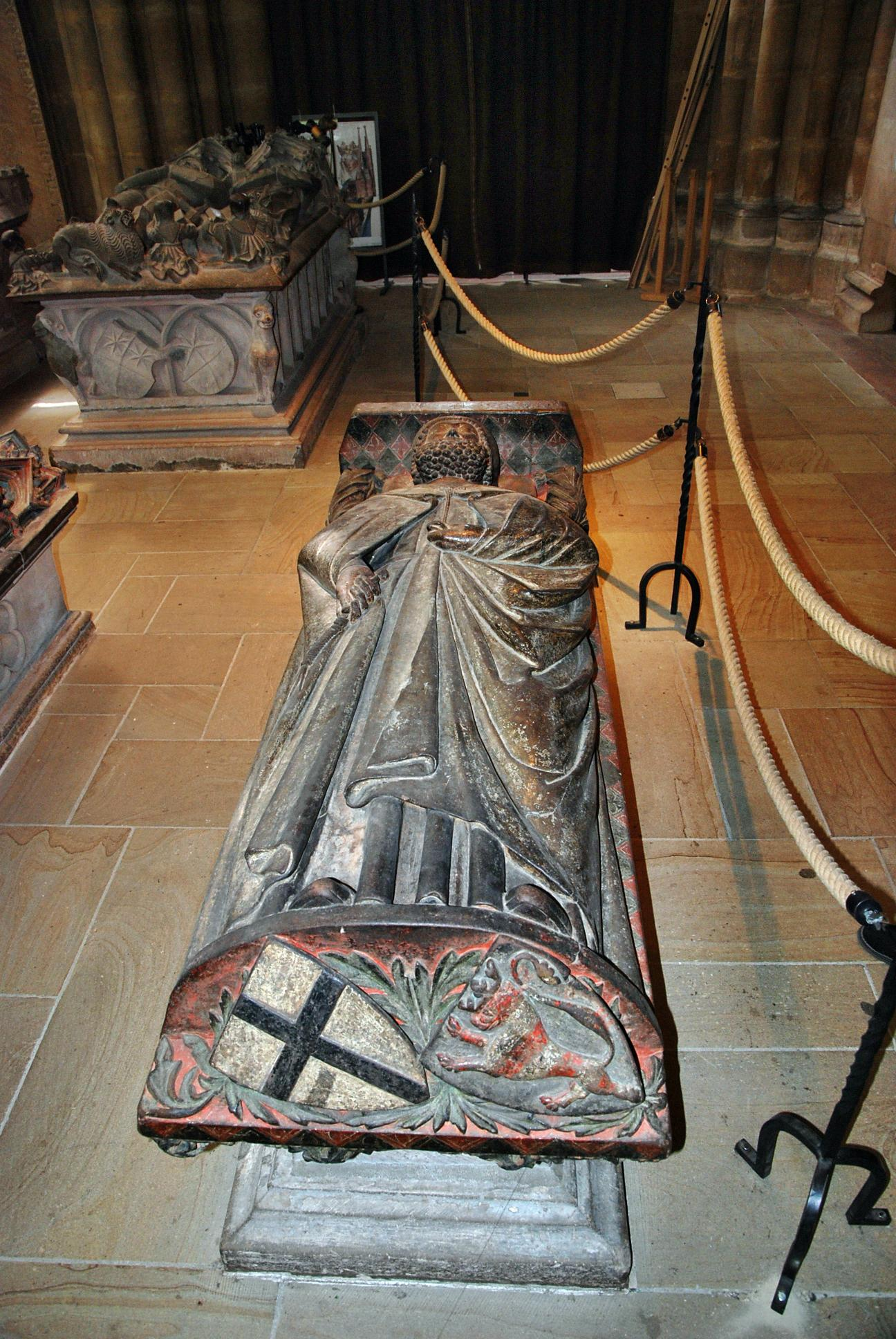
Grabplatte Konrads von Thüringen

Im November 1234 legte Konrad die Grafenwürde ab und trat in den Deutschen Orden ein. Mit ihm traten eine Anzahl weiterer Adliger in den Orden ein, darunter auch der spätere Deutschmeister Dietrich von Grüningen und der spätere Hochmeister Hartmann von Heldrungen. Schon im folgenden Jahr begleitete er die Gesandtschaft, die die Protokolle des Kanonisationsverfahrens seiner verstorbenen Schwägerin zur Kurie brachte, und er blieb offenbar bis zu deren Heiligsprechung zum Pfingstfest 1235 im direkten Umfeld des Papstes.
Im Frühjahr 1239 folgte Konrad, vermutlich aufgrund der Nähe des ludowingischen Hauses sowohl zur Kurie als auch zur Krone, dem verstorbenen Hochmeister des Deutschen Ordens, Hermann von Salza im Amt. Auch als Deutschordensritter betrieb Konrad Reichspolitik im Sinne der Ludowinger und zur Stärkung der Landgrafschaft Thüringen. Auf dem Fürstentag in Eger (1. Juni 1239) schloss er sich einer Gruppe an, die sein Bruder Heinrich Raspe gemeinsam mit König Konrad IV., Erzbischof Siegfried III. von Mainz und Markgraf Heinrich III. von Meißen gebildet hatte,  um zwischen Kaiser Friedrich II. und Papst Gregor IX. zu vermitteln. Möglicherweise sollten dabei Konrads Kontakte in der römischen Kurie helfen.
Konrad, der wieder nach Italien gereist war, erkrankte im Frühsommer 1240 und starb am 24. Juli desselben Jahres in Rom. Sein Leichnam wurde nach Marburg überführt und in der dortigen Elisabethkirche beigesetzt.